# آنتروپاز
اصطلاح "آنتروپاز (انگلیسی: anthropause)" اشاره به کاهش جهانی فعالیت‌های انسانی مدرن، به ویژه سفر، دارد و توسط تیمی از پژوهشگران در ماه ژوئن سال ۲۰۲۰ در یک مقاله دربارهٔ تأثیر احتمالی دنیاگیری کووید-۱۹ در ایجاد نوعی اختلال در حیات وحش مطرح شد. ژورنال علمی منتشر کننده این پژوهش، Nature Ecology and Evolution، موضوع روی جلد ماه سپتامبر خود را با عنوان «به آنتروپوز خوش آمدید» انتخاب کرد.همچنین آکسفورد در سال ۲۰۲۰ کلمه «آنتروپوز» را در گزارش سالانه کلمات بی‌سابقه برجسته کرد.
این کلمه حاصل یک ترکیب لغوی هم آوایی است که از ترکیب پیشوند anthropo- از anthropos (یونانی باستان: ἄνθρωπος) به معنای "انسان" و کلمه انگلیسی "pause" به معنای "توقف" ساخته شده‌است که ترجمه تحت‌اللفظی آن "توقف انسانی" است. محققان در مقاله خود توضیح می‌دهند که آنها متوجه شده‌اند افراد متوقف شده‌اند و به یک حالت منفعل درآمده اند که آن را با عنوان "توقف بزرگ" بیان می‌کنند، اما احساس می‌کنند که یک اصطلاح به خصوص و دقیق تر، کاربردی تر خواهد بود. کلمه آنتروپوز عمداً با دوره زمین‌شناسی آنتروپوسن پیوند دارد. همچنین تصور می‌شود که واژه آنتروپوز تنها منحصر به رویدادهای ناشی از کووید-۱۹ باقی نماند.
"آنتروپاز" نوواژه ای است که به سرعت توسط کاربران رسانه‌های اجتماعی، دانشمندان، روزنامه نگاران، هنرمندان، عکاسان و دیگر افراد مورد استفاده قرار گرفت. ویلیام گیبسون، نویسنده داستان‌های گمانه زنی که اصطلاح معروف " فضای مجازی " را در داستان کوتاه خود با عنوان " سوزاندن کروم " در سال ۱۹۸۲ ابداع کرد، در ۲۳ ژوئن ۲۰۲۰ توئیتی را با عنوان "آنتروپاز" منتشر کرد و به مقاله معرفی این اصطلاح پیوند داد.
چندین پروژه تحقیقاتی جهانی برای بررسی اثرات آنتروپاز بیماری کروناویروس ۲۰۱۹ در حال انجام است. به عنوان مثال، اخیراً یک مطالعه کاهش جهانی سر و صدای لرزه ای با فرکانس بالا را ثبت کرده‌است. مطالعه مبتکرانه دیگری دربارهٔ کووید-۱۹ ثبت شده که در آن داده‌های حیوانات قبل، حین و بعد از "توقف (آنتروپاز)" ردیابی سپس جمع‌آوری شده، ارزیابی می‌کند که چگونه تغییرات در فعالیت‌های انسانی بر حرکات و رفتار طیف وسیعی از گونه‌های دریایی، خشکی و پرندگان تأثیر می‌گذارد. .